# Dnevni Avaz
Dnevni Avaz is een krant in Bosnië en Herzegovina die in 1995 is opgericht. In dat jaar bevond de redactie zich nog in de Montenegrijnse Sandžak en pas na de Bosnische Oorlog zou deze zich verplaatsen naar Sarajevo. Daar staat de redactie nu naast die van Oslobođenje in de deelgemeente Novi Grad.
Bij de lancering werd de krant door andere etnische groepen (in Bosnië en Herzegovina) als een Bosnisch nationalistisch dagblad gezien. Zij verwezen daarbij naar de naam van de krant, die een samenstelsel is van Bosnisch (Dnevni, ofwel “dagelijks”) en Turks (Avaz, ofwel “stem”). Hoewel het gebruik van Turkse woorden als gevolg van de inlijving in het gebied in het Ottomaanse Rijk gebruikelijk is in grote delen van met name het oosten van voormalig Joegoslavië, werd dit in 1995 gezien als een teken van Moslim-nationalisme. De toepassing ervan in een dagblad bracht daarom de nodige beroering teweeg. In de titel van de krant was een draak grafisch weergegeven, symbool voor verzet tegen de media in Bosnië van dat moment. Het gerucht ging dat de SDA (de Partij van Democratische Actie van Alija Izetbegović) achter deze nieuwe krant zat en dat het de bedoeling van deze partij was om de leidende krant Oslobođenje als symbool van het Joegoslavië van Tito van de troon te stoten. Het is echter nooit bewezen dat dit gerucht op waarheid berust.
De oplage van Dnevni Avaz is niet helemaal duidelijk. Op weekdagen zou dit tussen de 80.000 en 90.000 liggen, maar de verkoopcijfers zouden veel lager liggen. De krant telt meestal ongeveer 60 bladzijden op tabloidformaat, waarvan een derde bestaat uit advertenties. De krant kent geen literatuur- of kunstrecensies. Wel zijn er items over economie, binnen -en buitenlandpolitiek, cultuur, sport, business, jet-set, culinair, gezondheid en bekende personen.
Dnevni Avaz richt zich tegenwoordig op alle burgers in Bosnië en Herzegovina en heeft daarbij moeite om haar politieke kleur te verbergen. Desalniettemin wordt Dnevni Avaz het meest gelezen door de Bosniaks.
Dnevni Avaz is een van de leidende dagbladen in het land, waar ook veel buitenlandse bedrijven in adverteren. De krant heeft Oslobođenje ingehaald in populariteit, en heeft inmiddels ook een hechter netwerk van correspondenten dan Oslobođenje.

## Hoofdkantoor
Het hoofdkantoor van Dnevni Avaz is gevestigd in de Avaz Twist Tower, het hoogste gebouw van Bosnië en Herzegovina.

## Avaz bedrijfsmiddelen
- Dnevni Avaz
- Express Magazine
- Azra Magazine
- Avaz Sport Magazine
- Avaz Business Center
- Avaz Twist Tower
- Radon Plaza Hotel